# Musée d'art contemporain de Lissone
Le Musée d'art contemporain de Lissone (Museo d'arte contemporanea) est un musée civique d'art et design basé à Lissone.

## Histoire
Son installation a été approuvé par le conseil municipal lors de la législature de 1994-1998, en même temps que la nouvelle bibliothèque municipale de Lissone, avec la bibliothèque du mobilier et l'ameublement annexée et l'établissement du projet Lissone. Il a été inauguré en 2000 dans la zone récupérée où il se trouvait. 1840 Mobilificio Meroni, dont les traces sont encore visibles dans la structure architecturale de la façade extérieure.
Depuis 2004, il a obtenu la reconnaissance régionale de statut de musée.

## Contenu
Le musée présente une collection historique constituée d'œuvres d'art contemporain primées et acquises au cours des différentes éditions du Premio Lissone (it) de 1946 à 1967 d'abord, puis de 2002 à nos jours.

### Œuvres d'art
À l'intérieur du musée sont visibles, entre autres, des œuvres d'artistes internationaux tels que Birolli, Gualtiero Galmanini, Mattia Moreni, Schifano, Vedova, Mauro Reggiani (it), Antoni Tàpies, Dorazio, Bellegarde, Adami.